# Marie-Pascale Osterrieth
Marie Pascale Osterrieth (Basoko, 15 maggio 1956) è una regista, produttrice cinematografica e sceneggiatrice francese.

## Teatro
- Le Démon de midi (1998-2002)
- Jean-Luc Lemoine est inquiétant (1999)
- Les Bodins mère et fils (2002-2005)
- Dolores Clairborne (2006-2008)
- Et pas une ride! (2009-2012)
- Tonino a testa in giū (2012)
- La faute d'orthographe est ma langue maternelle (2012)
- Je préfère qu'on reste ami (2013-2016)
- Ni l'un ni l'autre de et (2014-2015)
- Les Décaféinés - Très Serrés (2015)
- Énorme de Neil Labutte (2015-2017)
- Partie en Grèce (2015-2017)
- Gli Impiegati dell'amore (2015-2018)
- Je t'ai laissé un mot sur le frigo (2016-2018)
- Folle Amanda (2017)
- Vive demain (2018-2020)
- Un grand cri d'amour (2019)

## Cinema
- Hopla! (1981)
- Le Grand Paysage d'Alexis Droeven (1982)
- Mémoires (1984)
- Genesis (1986)
- Australia (1989)
- Blanval (1991)
- Dingo (1992)
- Deuxième quinzaine de juillet (2000)
- Pique-nique (2000)
- Le démon de midi (2005)